# Catedral de San Pablo de Lisboa
La catedral de San Pablo (en portugués: Catedral de São Paulo; antiguamente conocida como Convento de Nuestra Señora de los Remedios o Convento de los Marianos) es la catedral anglicana de Lisboa, sede de la Iglesia lusitana católica apostólica evangélica. Se encuentra en la rua das Janelas Verdes, en la freguesia de Prazeres.

## Historia
La catedral está ubicada en lo que fue el complejo de un convento de los Carmelitas Descalzos, fundado en 1606 y terminado su construcción en 1611, con características manieristas. Tras la abolición de las órdenes religiosas y la destitución de los frailes, el edificio fue requisado y utilizado desde 1835 como cuartel para el decimoséptimo batallón de la Guardia Nacional de Portugal, y sede de la comisaría desde el año siguiente. El edificio se puso a la venta en una subasta pública en 1872, la propiedad fue comprada por la Iglesia libre de Escocia del culto presbiteriano, lo que causó mucha controversia. Desde 1898 es propiedad de la Iglesia lusitana católica apostólica evangélica.